# Hans Stoll
Hans Stoll (* 4. August 1926 in Freiburg im Breisgau; † 8. November 2012 ebenda) war ein deutscher Rechtswissenschaftler.

## Leben
Stoll wuchs in Tübingen auf, wo sein Vater Heinrich Stoll seit 1927 Ordinarius für Bürgerliches Recht und römisches Recht war. Nach dem Jurastudium in Tübingen und Freiburg legte er 1948 und 1952 seine beiden Staatsexamina ab und promovierte 1954 in Tübingen bei Hans Dölle. In Tübingen schloss er sich der Akademischen Verbindung Igel zu Tübingen an. Von 1955 war er Referent im Max-Planck-Institut für ausländisches und internationales Privatrecht in Tübingen. Mit dessen Sitzverlegung nach Hamburg wechselte Stoll ebenfalls nach Hamburg und wurde 1959 an der Universität Hamburg bei Hans Dölle habilitiert. Ab 1960 war er Ordinarius an der Universität Bonn, 1965 wurde er zum Ordinarius für Bürgerliches Recht, Internationales Privatrecht und Rechtsvergleichung an die Universität Freiburg berufen. Er war dort Direktor des Instituts für Ausländisches und Internationales Privatrecht. Sein Forschungsschwerpunkt lag auf dem Gebiet des vergleichenden  Zivilrechts und insbesondere des Internationalen Sachen- und Schadensersatzrechts. 1994 wurde Stoll emeritiert. Zu seinem 75. Geburtstag wurde ihm eine umfangreiche Festschrift gewidmet.

## Schriften (Auswahl)
- Das Handeln auf eigene Gefahr, Verlag de Gruyter Berlin (1961)
- The Wagon Mound, eine neue Grundsatzentscheidung zum Kausalproblem im englischen Recht, Verlag Mohr Siebeck Tübingen (1963)
- Die Beweislastverteilung bei positiven Vertragsverletzungen, in: Festschrift für Fritz von Hippel; Verlag Mohr Siebeck Tübingen (1967), ISBN  978-3166060323 (Online in der Google-Buchsuche)
- Kausalzusammenhang und Normzweck im Deliktsrecht, Verlag Mohr Siebeck Tübingen (1968), ISBN 978-3166288413
- Internationales Eheschließungsrecht, in: Vorschläge und Gutachten zur Reform des Deutschen internationalen Personen-, Familien- und Erbrechts, Deutscher Rat für Internationales Privatrecht Erste Kommission, Verlag Mohr Siebeck (1981), ISBN 978-3166434421 (Online in der Google-Buchsuche)
- Grundriß des Sachenrechts, Verlag C.F.Müller Heidelberg (1983), ISBN 978-3811407831
- Richterliche Fortbildung und gesetzliche Überarbeitung des Deliktrechtes, Verlag C.F.Müller, Heidelberg (1984), ISBN 978-3811492844
- Stellungnahmen und Gutachten zum Europäischen Internationalen Zivilverfahrens- und Versicherungsrecht (Herausgeber), Verlag Mohr Siebeck Tübingen (1991), ISBN 978-3161457593
- Kommentar zum Bürgerlichen Gesetzbuch: Kommentar zum Bürgerlichen Gesetzbuch mit Einführungsgesetz und Nebengesetzen, Internationales Sachenrecht, Verlag de Gruyter Berlin; 13. Aufl. (1. Januar 1996) ISBN 978-3805908733
- Vorschläge und Gutachten zur Umsetzung des EU-Übereinkommens über Insolvenzverfahren im deutschen Recht, Verlag Mohr Siebeck Tübingen (1997), ISBN 978-3161468285
- Freiburger Begegnung. Dialog mit Richtern des Bundesgerichtshofs, Verlag C.F.Müller, Heidelberg (August 1998) ISBN 978-3811449961
- Haftungsfolgen im bürgerlichen Recht. Eine Darstellung auf rechtsvergleichender Grundlage Verlag C.F.Müller, Heidelberg (Februar 1999) ISBN 978-3811465930
- Zur Neuordnung des internationalem Verbrauchervertragsrechts, in: Aufbruch nach Europa, 75 Jahre Max-Planck-Institut für Privatrecht, Verlag Mohr Siebeck Tübingen (2001), ISBN 978-3161476303  (Online in der Google-Buchsuche)
- Zur Legitimität und normativen Relevanz rechtsvergleichender Argumente im Zivilrecht, in: Im Dienste der Gerechtigkeit: Festschrift für Franz Bydlinski, Springer, 2001, ISBN 978-3211837054 (Online in der Google-Buchsuche)